# Csehi
Csehi là một thị trấn thuộc hạt Vas, Hungary. Thị trấn này có diện tích 9,34 km², dân số năm 2010 là 260 người, mật độ 28 người/km².